# Viktoria Postnikova
Viktoria Valentinovna Postnikova (en russe : Виктория Валентиновна Постникова) est une pianiste soviétique, puis russe née le 12 janvier 1944 à Moscou, en Union soviétique.

## Biographie
Issue d'une famille de musiciens, elle donne son premier concert à l'âge de sept ans, un an après avoir commencé ses études de musique à l'École centrale de musique de Moscou (1950-1962). Elle entre ensuite au conservatoire de Moscou où elle suit les cours de Jacob Flier (1962-1967). Elle obtient une mention honorable au Concours international de piano Frédéric-Chopin de Varsovie en 1965, et remporte en 1968 le premier prix du Vianna da Motta International Music Competition de Lisbonne. En 1966, elle est très remarquée au Concours international de piano de Leeds. 
Cette même année, elle épouse le chef d'orchestre Guennadi Rojdestvenski. Ils donneront naissance au violoniste Sacha Rojdestvenski.
Enfin, Viktoria Postnikova obtient en 1970 le troisième prix du Concours international Tchaïkovski de Moscou. C'est ce dernier concours qui a marqué le véritable début de sa carrière.
En octobre 1995, le couple Rojdestvenski-Postnikova annule une représentation d'œuvres de Prokofiev prévue le lendemain au Théâtre des Champs-Élysées avec l'Orchestre national de France. Dans une lettre envoyée à Claude Samuel, directeur de la musique de Radio-France, Rojdestvenski explique que son épouse et lui ne peuvent travailler avec cet orchestre, ses musiciens étant indisciplinés, distraits et insuffisamment préparés. 
En 2004, Viktoria Postnikova reçoit le prix des Artistes du Peuple de Russie.

## Collaborations
Viktoria Postnikova a collaboré avec nombre de chefs incluant Adrian Boult, Colin Davis, Kirill Kondrachine, Kurt Masur, et son mari Guennadi Rojdestvenski.
Elle a travaillé avec l'Orchestre symphonique du Ministère de la Culture de l'URSS, l'Orchestre philharmonique de Berlin, l'Orchestre royal du Concertgebouw, le London Symphony Orchestra, le Royal Philharmonic Orchestra, les orchestres philharmoniques de New York, Cleveland, de Philadelphie, et avec l'Orchestre symphonique de Boston. Elle a plus sporadiquement collaboré avec l'Orchestre symphonique de Vienne ainsi qu'avec l'Orchestre symphonique de la BBC.
Enfin, elle a collaboré en duo à quatre mains avec Irina Schnittke.

## Répertoire
Son répertoire comprend l'intégralité des concertos pour piano de Beethoven, Tchaikovski, Chopin, Brahms, ainsi que certaines œuvres pour piano de Bach, Moussorgski, Schumann, Rachmaninov, Liszt, Scriabine, et des concertos de Mozart et Haydn. Néanmoins, Postnikova revendique un attachement au répertoire du XXe siècle où elle est une interprète particulièrement appréciée de Bartók, Britten, Chostakovitch, Prokofiev et Schnittke. Alfred Schnittke lui a d'ailleurs dédié son Concerto grosso nº 6 pour piano, violon, et orchestre.
Un de ses plus ambitieux projets a été l'enregistrement de l'intégrale de l'œuvre pour piano de Tchaïkovski (publié chez Erato).
En musique de chambre, elle a interprété avec Yehudi Menuhin l'intégralité des sonates pour piano et violon de Brahms, ainsi que des œuvres de Mozart, Beethoven et Bartók.

## Sources
- N. Gaykovich, E. Lozhkina, livret des concertos pour piano et orchestre nos. 2 et 3 de Serge Prokofiev (Orchestre symphonique du ministère de la Culture de l'URSS, G. Rojdestvensky, V. Postnikova) ed. фирма Меподия, 2005
- Allied Artists
- Abeille musique